# Mopsella spinosa
Mopsella spinosa är en korallart som beskrevs av Kükenthal 1878. Mopsella spinosa ingår i släktet Mopsella och familjen Melithaeidae. Inga underarter finns listade i Catalogue of Life.